# Ploceus manyar
El tejedor estriado (Ploceus manyar) es una especie de ave paseriforme de la familia Ploceidae. Está ampliamente distribuido en Asia, encontrándose en Bangladés, Camboya, China, India, Indonesia, Birmania, Nepal, Pakistán, Sri Lanka, Tailandia y Vietnam, así como en Egipto.

## Subespecies
Se reconocen las siguientes subespecies:
- Ploceus manyar flaviceps
- Ploceus manyar peguensis
- Ploceus manyar williamsoni
- Ploceus manyar manyar